# Marleen Temmerman
Marleen Irma Leopold Temmerman (Lokeren, 24 maart 1953) is een Belgische gynaecologe, hoogleraar en voormalig politica voor de sp.a. Ze is de eerste vrouwelijke Belgische professor gynaecologie. 

## Biografie
In 1978 studeerde Temmerman af als doctor in de genees-, heel-, en verloskunde aan de Rijksuniversiteit Gent. Een jaar later voltooide ze een specialisatie in de tropische geneeskunde aan het Instituut voor Tropische Geneeskunde in Antwerpen en in 1983 een specialisatie in gynaecologie en verloskunde aan de VUB. Aan diezelfde universiteit behaalde ze in 1987 een licentie in de publieke gezondheid en in 1993 verwierf ze de graad van doctor in de gynaecologie en verloskunde aan de Universiteit Gent.
Van 1987 tot 1992 woonde en werkte Temmerman in Kenia. Ze was er gastwetenschapper aan de Universiteit van Nairobi en werkte voor het Instituut voor Tropische Geneeskunde mee aan een onderzoeksproject rond aids en seksueel overdraagbare infecties. In 1994 was zij een van de stichtende leden van het International Centre For Reproductive Health (ICRH), een multidisciplinair centrum dat onderzoek doet naar reproductieve en seksuele gezondheid en rechten, afdelingen heeft in Kenia, België en Mozambique en investeert in projecten in Afrika, Latijns-Amerika, Azië en Europa. Van 1994 tot 2012 was ze departementshoofd van het ICRH aan de Universiteit Gent.

### Politiek
Temmerman begon haar politieke carrière bij Agalev, in 2003 herdoopt tot Groen!. In 2001 zat ze voor die partij even in de Lokerse gemeenteraad. In 2004 stapte ze over naar de sp.a, uit ontgoocheling over het feit dat Groen! geen progressief kartel wilde sluiten met de socialisten.
Vanaf de verkiezingen van juni 2007 zetelde ze voor de socialisten in de Senaat. Ze zetelde er tot in 2012 in de commissies Buitenlandse Betrekkingen en Landsverdediging en Sociale Aangelegenheden en het adviescomité voor Gelijke Kansen voor Vrouwen en Mannen. Van de eerste commissie was ze van 2007 tot 2010 voorzitter. In december 2011 volgde zij Johan Vande Lanotte op als fractieleider in de Senaat. In het najaar van 2012 verliet ze de actieve politiek, omdat ze een functie binnen de Wereldgezondheidsorganisatie ging bekleden. Ze werd als senatrice opgevolgd door Leona Detiège.
In 2008 werd Temmerman commandeur in de Leopoldsorde.

### Geneeskunde

#### Hoogleraarschap
Na haar terugkeer naar België werd Temmerman van 1992 tot 2012 hoofd van de afdeling verloskunde in het Universitair Ziekenhuis Gent. Vanaf 1995 was ze tevens gewoon hoogleraar in de verloskunde aan de Universiteit Gent, waarmee ze de eerste vrouwelijke Belgische professor in de gynaecologie werd. Beide functies combineerde zij met haar politieke carrière.
In juli 2009 kreeg zij in Kaapstad de driejaarlijkse prijs van verdienstelijke gynaecologe van de FIGO, de Internationale Federatie van Gynaecologen en Verloskundigen.
In oktober 2012 schroefde ze de functies aan de universiteit terug om zich toe te leggen op haar functie bij de Wereldgezondheidsorganisatie. Ze bleef wel voor tien procent als hoogleraar verbonden aan de UGent. In 2018 ging ze met emeritaat. Wel bleef Temmerman verbonden aan de Universiteit Gent als onderzoeker aan de vakgroep Volksgezondheid en Eerstelijnszorg, waarbij ze zich onder meer ging toeleggen op gynaecologie en endocrinologie.

#### Erkenning
Op 10 maart 2010 kreeg Marleen Temmerman in Londen een Lifetime Achievement Award van de British Medical Journal, een toonaangevende website over de medisch-wetenschappelijke sector. Desgevraagd verklaarde zij: Ik ben blij en trots, en vind de prijs vooral belangrijk omdat hij de thema's waar ik mee bezig ben opnieuw onder de belangstelling brengt. Begin juli 2010 werd Temmerman door de Belgische regering voorgedragen om directeur te worden van het nieuwe overkoepelende agentschap UN Women
van de Verenigde Naties.
Op 25 mei 2011 kreeg ze een eredoctoraat aan de VUB. In juni 2011 werd ze aangesteld als voorzitster van de adviesgroep hiv/aids van de Interparlementaire Unie. In september 2011 kreeg ze een eredoctoraat aan de Zuid-Afrikaanse Universiteit van West-Kaapland.
Op 21 juni 2013, Internationale Dag van het Humanisme, krijgt Temmerman van de vzw Humanistisch-Vrijzinnige Vereniging de Prijs Vrijzinnig Humanisme voor haar inzet voor rechten, gezondheid en emancipatie van vrouwen.
In 2014 ontving ze de Gouden Penning van de Koninklijke Vlaamse Academie van België voor Wetenschappen en Kunsten.
In 2015 kreeg ze van het Chinees onderzoeksinstituut voor familieplanning de titel "honorary professor" vanwege haar onderzoek naar abortussen in China.
In januari 2016 kreeg ze de vijfjaarlijkse Marie Popelinprijs van de Belgische Vrouwenraad (genoemd naar Marie Popelin). Voorzitter van de Vrouwenraad Magda De Meyer verantwoordde de prijs als volgt: "Haar strijd voor vrouwenrechten is er tegelijk een tegen armoede, tegen dogma’s en discriminatie, voor mensenrechten. Het is een strijd die iedereen aangaat en waar iedereen inspiratie kan uit putten. Marleen Temmerman heeft zich nooit in één hokje laten opsluiten. Ze staat naast jonge moeders, van Vlaanderen tot Kenia. En ze staat in de cenakels van de macht, van de Belgische politiek tot internationale instellingen."
In 2018 kreeg ze de Van Acker Prijs, een prijs voor "persoonlijkheden met een sterk maatschappelijk engagement".
In 2024 werd ze opgenomen als commandeur in de Leopoldsorde

#### Wereldgezondheidsorganisatie en AKDN
In 2012 werd Temmerman aangeduid als hoofd van het Departement voor Reproductieve Gezondheid en Onderzoek van de Wereldgezondheidsorganisatie. Dit departement streeft voor een wereldwijde verbetering van de reproductieve en seksuele gezondheid. Temmerman verliet door deze nieuwe functie in oktober 2012 de politiek.
In 2015 verliet ze de Wereldgezondheidsorganisatie. Vanaf oktober dat jaar ging ze aan de slag bij ontwikkelingsorganisatie Aga Khan Development Network in Kenia, waar ze aan het hoofd kwam te staan van het departement gynaecologie en verloskunde van de Aga Khan University en leidinggevende wordt aan het Oost-Afrikaanse Aga Khan-netwerk voor vrouwengezondheid en onderzoek. Sinds 2016 is ze tevens directrice van het Centre of Excellence in Women & Child Heath verbonden aan de organisatie. 

### Verdere activiteiten
Temmerman heeft ook meegewerkt aan een reeks online educatieve video's gericht aan zwangere en pas bevallen vrouwen. 
Tevens was zij van 2005 tot 2012 lid van de raad van bestuur van het Instituut voor Tropische Geneeskunde en van 2005 tot 2007 lid van de raad van bestuur van Kind en Gezin.
Temmerman is getrouwd en heeft een zoon.
- Gemeinsame Normdatei: 1059423308
- International Standard Name Identifier: 0000 0003 6888 7413
- Library of Congress Control Number: n2014017224
- Nederlandse Thesaurus van Auteursnamen: 270844864
- ORCID: 0000-0001-9966-9000
- Système universitaire de documentation: 058631003
- Virtual International Authority File: 288438725
- WorldCat: E39PBJmDg3mR8XFt6qmbwXwQv3